# J Album
J Album é o décimo primeiro álbum do duo japonês Kinki kids, lançado em 9 de dezembro de 2009.  O álbum atingiu a 1ª posição no ranking diário da Oricon vendendo na primeira semana 72.000 cópias. Permaneceu no Oricon na primeira posição no ranking semanal vendendo 170.000 cópias. Ao todo o álbum apareceu 10 vezes no ranking da Oricon.

## Faixas

### J album (Regular Edition)[4]
CD
1. Swan Song ([(スワンソング)] Erro: {{japonês}}: o texto tem marcação itálica (ajuda))
2. Houseki wo Chiribamete ([(宝石をちりばめて)] Erro: {{japonês}}: o texto tem marcação itálica (ajuda))
3. Ashioto ([(足音) ] Erro: {{japonês}}: o texto tem marcação itálica (ajuda))
4. Yakusoku ([(約束)] Erro: {{japonês}}: o texto tem marcação itálica (ajuda))
5. Tsubasa -little wing- ([(つばさ -little wing-)] Erro: {{japonês}}: o texto tem marcação itálica (ajuda))
6. walk on...
7. Secret Code
8. Yuuutsu to Niji ([(憂鬱と虹)] Erro: {{japonês}}: o texto tem marcação itálica (ajuda))
9. I will
10. Missing
11. Kaze to Sonnet ([(風のソネット) ] Erro: {{japonês}}: o texto tem marcação itálica (ajuda))
12. Ai ni tsuite ([(愛について) ] Erro: {{japonês}}: o texto tem marcação itálica (ajuda))

### J album (Deluxe Limited Edition)[5]
1. Swan Song ([(スワンソング)] Erro: {{japonês}}: o texto tem marcação itálica (ajuda))
2. Houseki wo Chiribamete ([(宝石をちりばめて)] Erro: {{japonês}}: o texto tem marcação itálica (ajuda))
3. Ashioto ([(足音) ] Erro: {{japonês}}: o texto tem marcação itálica (ajuda))
4. Yakusoku ([(約束)] Erro: {{japonês}}: o texto tem marcação itálica (ajuda))
5. Tsubasa -little wing- ([(つばさ -little wing-)] Erro: {{japonês}}: o texto tem marcação itálica (ajuda))
6. walk on...
7. Secret Code
8. Yuuutsu to Niji ([(憂鬱と虹)] Erro: {{japonês}}: o texto tem marcação itálica (ajuda))
9. I will
10. Missing
11. Kaze to Sonnet ([(風のソネット) ] Erro: {{japonês}}: o texto tem marcação itálica (ajuda))

Conteúdo do DVD
1. Secret Code (MUSIC CLIP + TV SPOT)
2. Yakusoku (MUSIC CLIP & TV SPOT) (約束 (MUSIC CLIP & TV SPOT))
3. Swan Song (MUSIC CLIP & TV SPOT) (スワンソング (MUSIC CLIP & TV SPOT))
4. J Album (TV SPOT)